# Charlotte Famin
Charlotte Famin (Parijs, 12 februari 1973) is een rolstoeltennisspeelster uit Frankrijk. Haar favoriete ondergrond is hardcourt. Zij speelt rechtshandig en heeft een enkelhandige backhand.

## Biografie
Famin, die al sinds haar jeugd tennis speelde, kreeg in 2008 een motorongeluk, waardoor haar linkerbeen moest worden geamputeerd. Daarna ging zij rolstoeltennis spelen.
Zevenmaal op rij (2012–2019, geen toernooi in 2017) werd zij nationaal kampioen van Frankrijk. Daardoor kreeg zij vanaf 2014 jaarlijks een wildcard voor deelname aan Roland Garros.

### Enkelspel
In het internationale tenniscircuit debuteerde Famin in 2012 op het ITF-toernooi Open de Vendée in La Roche-sur-Yon (Frankrijk) – zij won er meteen de titel. De twee volgende toernooien waaraan zij kort daarna deelnam, won zij ook.
In 2014 nam Famin deel aan het Swiss Open in Genève, een toernooi van categorie "ITF 1 Series" – door onder meer de Duitse Katharina Krüger te verslaan, bereikte zij de halve finale waarin zij verloor van Sabine Ellerbrock, ook uit Duitsland.
In 2015 maakte Famin deel uit van het Franse rolstoelvrouwenteam dat in maart de Europese kwalificaties won voor de World Team Cup. Daardoor mochten zij in mei meedoen met de wereldgroep van dit prestigieuze toernooi – zij eindigden op de zevende plaats in een veld van twaalf deelnemende landen.
Ook in 2016 speelde Famin in de World Team Cup – deze keer eindigden de Franse dames op de vijfde plaats. Datzelfde jaar nam zij deel aan de Paralympische spelen in Rio de Janeiro – zij won haar openingspartij van de Amerikaanse Emmy Kaiser, maar werd in de tweede ronde uitgeschakeld door de Nederlandse Marjolein Buis.
Op de World Team Cup van 2017 werden zij nogmaals vijfde. In september van dat jaar bereikte zij voor het eerst de finale van een toernooi van categorie "ITF 1 Series": het Sardinia Open in Alghero (Italië) – deze keer was Katharina Krüger te sterk voor haar.
De enkelspeltitels die Famin won, waren hoogstens van de categorie "ITF 3 Series", de meest recente op het Open de Vendée in mei 2017.

### Dubbelspel
Famin behaalde in het dubbelspel betere resultaten dan in het enkelspel. Op het hoogste ITF-niveau (categorie "Super Series") won zij vier titels:
- 2013 BNP Paribas Open de France gemengd dubbelspel met landgenoot Gaetan Menguy
- 2014 ACSA SA Open (Zuid-Afrika) gemengd dubbelspel met landgenoot David Dalmasso
- 2015 ACSA SA Open (Zuid-Afrika) gemengd dubbelspel met Asi Stokol uit Israël
- 2015 ACSA SA Open (Zuid-Afrika) vrouwendubbelspel met landgenote Emmanuelle Morch

Haar hoogste notering op de ITF-ranglijst is de 7e plaats, die zij bereikte in oktober 2017.

## Resultaten grandslamtoernooien
| Legenda | Legenda                          |
| ------- | -------------------------------- |
| g.t.    | geen toernooi gehouden           |
| l.c.    | lagere categorie                 |
| –       | niet deelgenomen                 |
| G       | uitgeschakeld in de groepsfase   |
| 1R      | uitgeschakeld in de eerste ronde |
| 2R      | uitgeschakeld in de tweede ronde |
| 3R      | uitgeschakeld in de derde ronde  |
| 4R      | uitgeschakeld in de vierde ronde |
| KF      | uitgeschakeld in de kwartfinale  |
| HF      | uitgeschakeld in de halve finale |
| F       | de finale verloren               |
| W       | het toernooi gewonnen            |
| w-v     | winst/verlies-balans             |

### Enkelspel
- De kwartfinale is doorgaans de eerste ronde.

| toernooi        | 2014 | 2015 | 2016 | 2017 | 2018 | 2019 | 2020 |
| --------------- | ---- | ---- | ---- | ---- | ---- | ---- | ---- |
| Australian Open | –    | –    | –    | –    | –    | –    | –    |
| Roland Garros   | KF   | KF   | KF   | KF   | KF   | KF   | KF   |
| Wimbledon       | g.t. | g.t. | –    | –    | –    | –    | g.t. |
| US Open         | –    | –    | –    | –    | –    | –    | –    |

### Dubbelspel
- De halve finale is doorgaans de eerste ronde.

| toernooi        | 2014 | 2015 | 2016 | 2017 | 2018 | 2019 | 2020 |
| --------------- | ---- | ---- | ---- | ---- | ---- | ---- | ---- |
| Australian Open | –    | –    | –    | –    | –    | –    | –    |
| Roland Garros   | HF   | HF   | HF   | HF   | HF   | HF   | HF   |
| Wimbledon       | –    | –    | –    | –    | –    | –    | g.t. |
| US Open         | –    | –    | –    | –    | –    | –    | –    |